# 大眼标灯鱼
大眼标灯鱼（学名：Symbolophorus boops）为輻鰭魚綱燈籠魚目灯笼鱼科标灯鱼属的鱼类。分布于印度洋、太平洋以及南海等海域，主要栖息于热带和亚热带海洋的表层，棲息深度可達500公尺，體長可達16公分。该物种的模式产地在澳大利亚的塔斯马尼亚海。